# Burkhard Lasch
Burkhard R. Lasch (* 23. August 1940 in Eisleben) ist ein deutscher Musiker, Komponist, Musikproduzent, Autor und Liedtexter. Er schrieb rund 800 Liedtexte, von denen viele auch nach Jahrzehnten weithin bekannt sind – so etwa „Jugendliebe“ für Ute Freudenberg und „Alt wie ein Baum“ für die Puhdys. Wegen seines Geschäftssinns gilt Lasch laut Superillu als „Jack White oder Dieter Bohlen des Ostens“.

## Leben
Burkhard Lasch absolvierte nach der Schulzeit eine Lehre als Betonbauer und studierte danach Kulturmanagement. Er begann 1968, Texte für Fred Frohberg und Gisela Dreßler zu schreiben. Bis 1974 wurde er zu einem der meistbeschäftigten Texter der DDR-Musikszene. Unter anderem schrieb er Texte für die Puhdys, Dialog, Karat, Stern-Combo Meißen, Petra Zieger, Frank Schöbel, Dunja Rajter, Jürgen Drews und Roy Black. 
1976 gründete er die Band Elefant, holte Eva Kyselka und Ute Freudenberg als Sängerinnen und managte die Band. Mit Petra Zieger gründete er 1981 die Smokings und nach dem Ausstieg von Petra Zieger die Smokings Rockshow. 1986 verließ er die DDR – und kehrte 1990 mit der Friedlichen Revolution in der DDR wieder in sein Haus nach Berlin zurück.
Lasch war 1994 mit Wim Thoelke beteiligt an der Gründung eines Musikradiosenders in Berlin, seit 1998 war er Autor der Sendung Alles Gute beim MDR. 2002 gründete er die Dienstleistungsfirma Löwesongs, mit der er Künstler bei ihrer Arbeit unterstützt.

## Liedtexte (Auswahl von Hits)
- Alt wie ein Baum (Puhdys)
- Jugendliebe (Ute Freudenberg)
- Der Himmel schweigt (Petra Zieger)
- Bis ans Ende der Welt (Puhdys)
- Leben möcht’ ich (Stern-Combo Meißen)
- Hey John (Lied für John Lennon, Puhdys)
- Melanie (Puhdys)
- Computerman (Puhdys)
- An den Ufern der Nacht (Puhdys)
- Ich will nicht vergessen (Denke ich an Deutschland …, Puhdys)

## Weimar
Bevor Lasch nach Berlin kam, war er jahrelang in Weimar aktiv und zuhause. Er war zeitweise Künstlerischer Direktor des vom Weimar-Werk getragenen Kreiskulturhauses „Michael Niederkirchner“. Auch war Burkhard Lasch an der Entstehung des Studentenclubs Kasseturm in Weimar beteiligt – er hat den Mitgliedsausweis mit der Nummer 001.

## Privat
Lasch lebt in Berlin-Rahnsdorf, er ist seit 1968 verheiratet mit Silvia. Die Eheleute sind die Eltern von Tanja Lasch und Diana Lasch, die ebenfalls im Musik- und Fernsehgeschäft tätig sind.